# Baron Graves

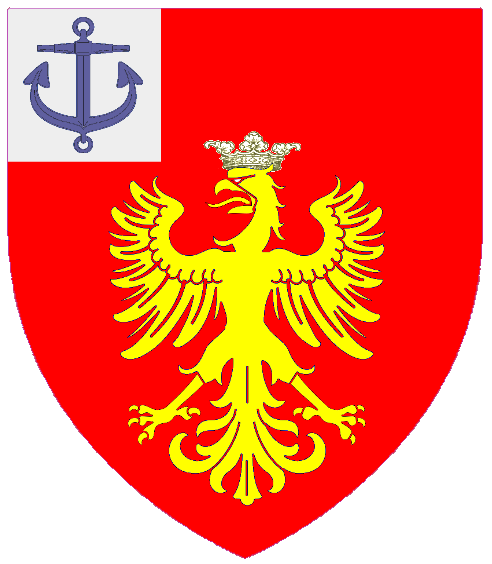
Wappen der Barons Graves

Baron Graves, of Gravesend in the County of Londonderry, ist ein erblicher britischer Adelstitel in der Peerage of Ireland.

## Verleihung
Der Titel wurde am 24. Oktober 1794 für den Admiral Thomas Graves geschaffen. Dieser war stellvertretender Flottenkommandeur in der Seeschlacht am „Glorious First of June“ gewesen und dabei verwundet worden, so dass er aus dem aktiven Dienst ausscheiden musste.
Heutiger Titelinhaber ist seit 2002 sein Ur-ur-ur-urenkel Timothy Graves als 10. Baron.

## Liste der Barons Graves (1794)
- Thomas Graves, 1. Baron Graves (1725–1802)
- Thomas North Graves, 2. Baron Graves (1775–1830)
- Thomas William Graves, 3. Baron Graves (1804–1870)
- Clarence Edward Graves, 4. Baron Graves (1847–1904)
- Henry Cyril Percy Graves, 5. Baron Graves (1847–1914)
- Clarence Percy Rivers Graves, 6. Baron Graves (1871–1937)
- Henry Algernon Claude Graves, 7. Baron Graves (1877–1963)
- Peter George Wellesley Graves, 8. Baron Graves (1911–1994)
- Evelyn Paget Graves, 9. Baron Graves (1926–2002)
- Timothy Evelyn Graves, 10. Baron Graves (* 1960)

Aktuell existiert kein Titelerbe.